# Giao thông Bắc Ninh

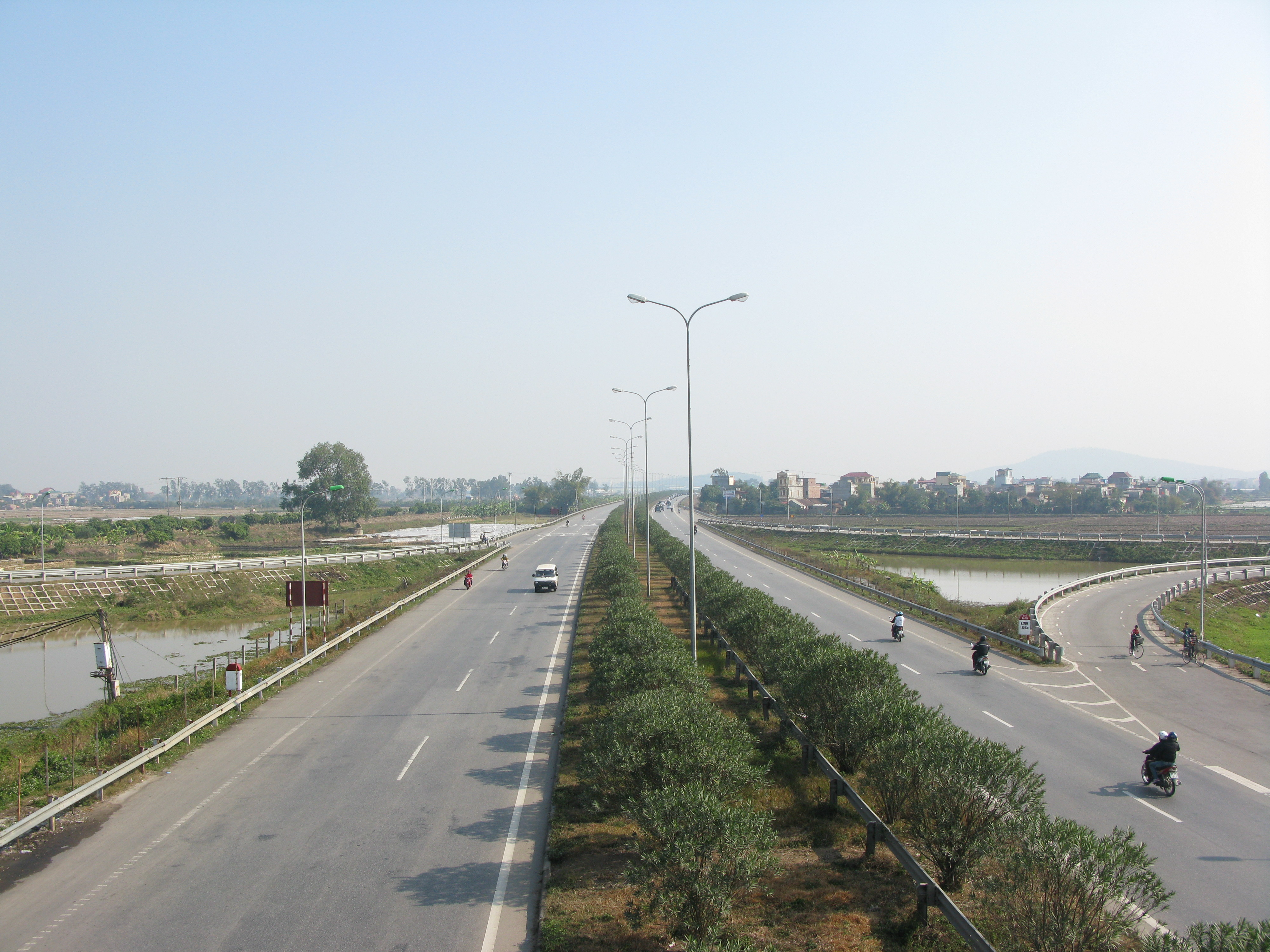
Quốc lộ 1A (Cao tốc Bắc - Nam đoạn qua Thành phố Từ Sơn, Bắc Ninh)

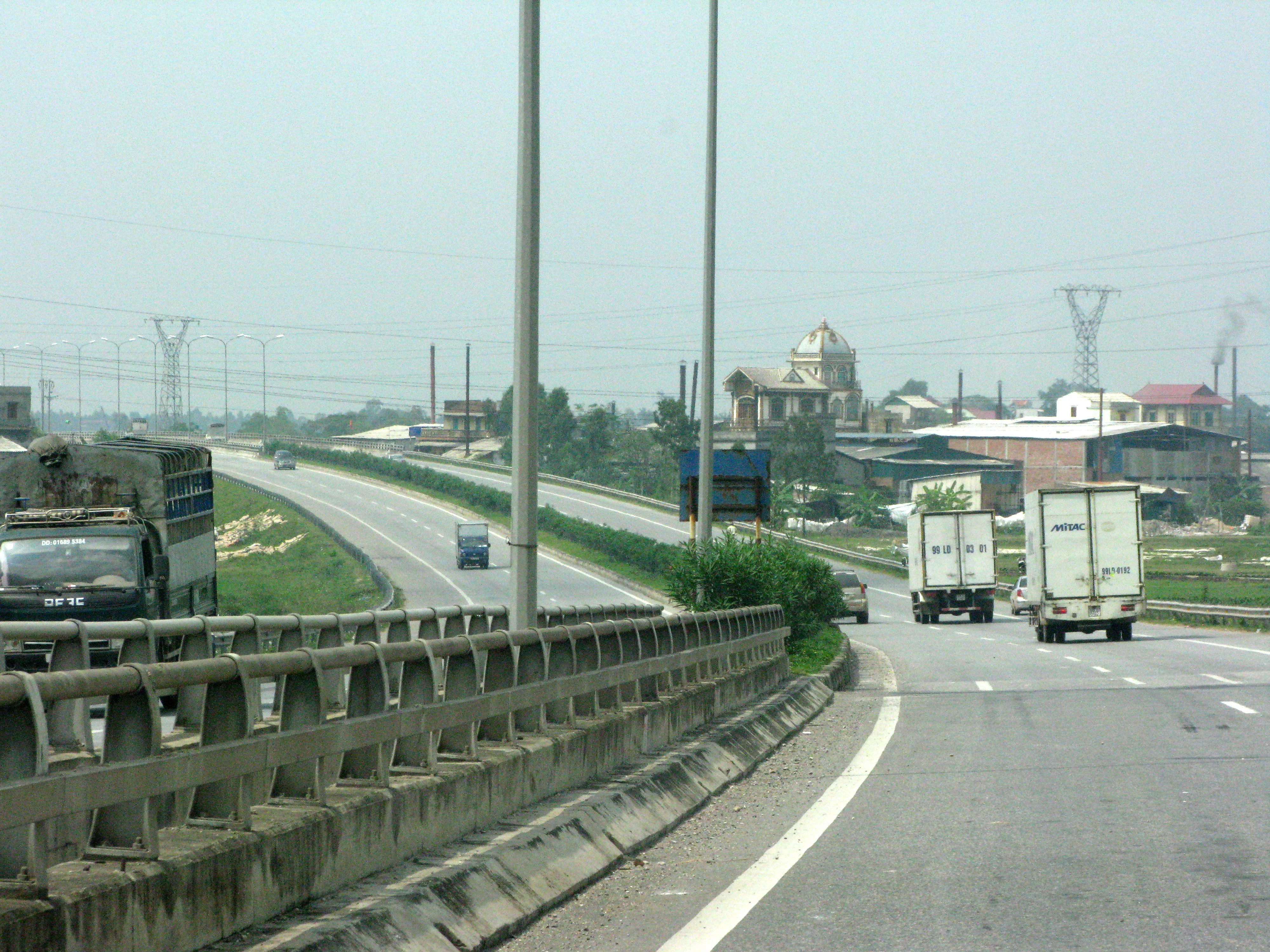
Cao tốc Bắc Ninh - Nội Bài

Giao thông Bắc Ninh là tỉnh có hệ thống giao thông đa dạng, gồm cả đường bộ, đường sắt và đường hàng không. Trong đó, hệ thống đường bộ được đánh giá là tương đối đồng bộ so với các tỉnh khác trên toàn Việt Nam.

## Đường bộ

### Đường cao tốc
Các tuyến cao tốc đi qua địa phận tỉnh Bắc Ninh gồm:

#### Đường cao tốc Hà Nội – Bắc Giang
- Ký hiệu:
- Chiều dài: 20,1 km (Km 132 - Km 152)
- Điểm giao cắt chính:
  - IC Từ Sơn: Đường Lý Thái Tổ (Đường tỉnh 179)
  - IC Phật Tích: Đường Lý Thánh Tông (Đường tỉnh 295)
  - IC Tiên Sơn: Đường trục chính Khu công nghiệp Tiên Sơn
  - IC Liên Bão: Đường tỉnh 276
  - IC Khả Lễ (Nút giao Tây Nam):  Quốc lộ 18,  Đường cao tốc Nội Bài – Bắc Ninh – Hạ Long
  - IC Bồ Sơn:  Quốc lộ 38
  - IC Đại Phúc:  Quốc lộ 18
  - JCT Nam Như Nguyệt
  - BR Cầu Như Nguyệt
  - JCT Bắc Như Nguyệt
  - JCT Khu công nghiệp Quang Châu
  - IC Đình Trám
  - IC Quốc lộ 17:  Quốc lộ 17
  - BR Cầu Xương Giang
  - IC Bắc Giang
  - IC Dĩnh Trì:  Quốc lộ 31

#### Đường cao tốc Hà Nội – Thái Nguyên – Bắc Kạn – Cao Bằng
- Ký hiệu:
- Chiều dài: 7,5 km
- Điểm giao cắt chính:
  - IC Quốc lộ 18:  Đường cao tốc Nội Bài – Bắc Ninh – Hạ Long ( Quốc lộ 18)

#### Đường cao tốc Nội Bài – Bắc Ninh – Hạ Long
- Ký hiệu:
- Chiều dài: 30,7 km
- Điểm giao cắt chính:
  - IC CT.07:  Đường cao tốc Hà Nội – Thái Nguyên – Bắc Kạn – Cao Bằng
  - IC Chờ: Đường tỉnh 295
  - IC Yên Phong (Samsung): Đường Yên Phong
  - JCT KCN Yên Phong: Đường trục Khu công nghiệp Yên Phong
  - JCT Đường tỉnh 286: Đường tỉnh 286
  - IC Khả Lễ:  Đường cao tốc Hà Nội – Bắc Giang ( Quốc lộ 1)

#### Đường vành đai 4 vùng thủ đô
- Ký hiệu:
- Chiều dài: 21,2 km
- Điểm giao cắt chính:
  - JCT Đường tỉnh 276: Đường tỉnh 276
  - IC Quốc lộ 38:  Quốc lộ 38
  - JCT Quốc lộ 17:  Quốc lộ 17
  - JCT Đường tỉnh 282B: Đường tỉnh 282B
  - JCT Đường tỉnh 277: Đường tỉnh 277
  - IC CT.09:  Đường cao tốc Nội Bài – Bắc Ninh – Hạ Long

### Quốc lộ

#### Quốc lộ 1A
- Ký hiệu:
- Chiều dài: 20,1 km (Km 132 - Km 152)
- Điểm giao cắt chính:
  - IC Từ Sơn: Đường Lý Thái Tổ (Đường tỉnh 179)
  - IC Phật Tích: Đường Lý Thánh Tông (Đường tỉnh 295)
  - IC Tiên Sơn: Đường trục chính Khu công nghiệp Tiên Sơn
  - IC Liên Bão: Đường tỉnh 276
  - IC Khả Lễ (Nút giao Tây Nam):  Quốc lộ 18,  Đường cao tốc Nội Bài – Bắc Ninh – Hạ Long
  - IC Bồ Sơn:  Quốc lộ 38
  - IC Đại Phúc:  Quốc lộ 18
  - JCT Nam Như Nguyệt
  - BR Cầu Như Nguyệt
  - JCT Bắc Như Nguyệt
  - JCT Khu công nghiệp Quang Châu
  - IC Đình Trám
  - IC Quốc lộ 17:  Quốc lộ 17
  - BR Cầu Xương Giang
  - IC Bắc Giang
  - IC Dĩnh Trì:  Quốc lộ 31

#### Quốc lộ 17
- Ký hiệu:

##### Tuyến chính
- Chiều dài: 46,6 km
- Điểm giao cắt chính:
  - TL283: Ngã tư Dâu (Trí Quả)
  - : Ngã tư Đông Côi (Thuận Thành)
  - TL280: Ngã tư Đông Bình (Gia Bình)
  - TL279: Ngã tư Đông Bình (Gia Bình)
  - TL285: Ngã ba Ngụ (Nhân Thắng)
  - Tuyến nhánh: Nút giao cầu Bình Than (Nhân Thắng)
  - TL285B: Đi trùng tuyến từ phố Bùng đến nút giao cầu Bình Than
  - Sông Đuống: Cầu Bình Than
  -  (Quế Võ)
  - : đi trùng tuyến từ nút giao cầu Bình Than đến nút giao đường Tống Duy Tân
  - Sông Cầu: Cầu Yên Dũng
  - IC Quốc lộ 17:  Đường cao tốc Hà Nội – Bắc Giang ( Quốc lộ 1)

##### Tuyến nhánh
- Chiều dài: 5,7 km
- Điểm giao cắt chính:
  - Tuyến chính: Nút giao cầu Bình Than (Nhân Thắng)
  - TL285B: Nút giao cầu Bình Than (Nhân Thắng)
  - Sông Thái Bình: Cầu Kênh Vàng

#### Quốc lộ 18
- Ký hiệu:
- Chiều dài: 44 km
- Điểm giao cắt chính:
  - IC CT.07:  Đường cao tốc Hà Nội – Thái Nguyên – Bắc Kạn – Cao Bằng
  - IC Chờ: Đường tỉnh 295
  - IC Yên Phong (Samsung): Đường Yên Phong
  - JCT KCN Yên Phong: Đường trục Khu công nghiệp Yên Phong
  - JCT Đường tỉnh 286: Đường tỉnh 286
  - IC Khả Lễ:  Đường cao tốc Hà Nội – Bắc Giang ( Quốc lộ 1)
  - IC Bồ Sơn:  Quốc lộ 38
  - IC Đại Phúc:  Đường cao tốc Hà Nội – Bắc Giang ( Quốc lộ 1)
  - ĐT.291: Ngã tư Phố Mới (Đường tỉnh 279)
  - QL.17:  Quốc lộ 17 (Đường Tống Duy Tân)
  - QL.17:  Quốc lộ 17 (Cầu Bình Than)
  - Kết thúc tại Cầu Phả Lại, nối sang địa phận Chí Linh, Hải Phòng

#### Quốc lộ 31
- Ký hiệu:
- Chiều dài:
- Điểm giao cắt chính:

#### Quốc lộ 37
- Ký hiệu:
- Chiều dài:
- Điểm giao cắt chính:

#### Quốc lộ 38
- Ký hiệu:
- Chiều dài:
- Điểm giao cắt chính:

#### Quốc lộ 279
- Ký hiệu:
- Chiều dài:
- Điểm giao cắt chính:

### Tỉnh lộ
Đi qua hầu hết các huyện, thị xã, thành phố của tỉnh Bắc Ninh tạo ra một mạng lưới giao thông đồng bộ, liên hoàn giữa Hà Nội với Bắc Ninh, và giữa Bắc Ninh với các tỉnh lân cận.

#### Đường tỉnh 276
Số hiệu: ĐT.276 (ĐT.270 cũ)

Điểm đầu/cuối: Trung Nghĩa (Yên Phong) - Nguyệt Đức (Thuận Thành)

Chiều dài: 28,00 km

Hướng tuyến:
- Bắt đầu tại ĐT.277 (Km5+500) địa phận Trung Nghĩa (Yên Phong)
- Giao ĐT.295 địa phận Trung Nghĩa (Yên Phong)
- Vượt sông Ngũ Huyện Khê
- Giao ĐT.295B địa phận Lim (Tiên Du)
- Giao    địa phận Lim (Tiên Du)
- Giao ĐT.287 địa phận Phật Tích (Tiên Du)
- Giao ĐT.277 địa phận Cảnh Hưng (Tiên Du)
- Vượt Sông Đuống tại Cầu Kinh Dương Vương.
- Giao ĐT.283 địa phận Đại Đồng Thành (Thuận Thành)
- Giao  địa phận Thanh Khương (Thuận Thành)
- Giao ĐT.285B địa phận Nguyệt Đức (Thuận Thành)
- Kết thúc tại cầu Gáy, nối sang địa phận Hưng Yên

#### Đường tỉnh 277
Số hiệu: ĐT.277 (ĐT.271 cũ)

Điểm đầu/cuối: Như Nguyệt- Cầu Chạt(Kết nối với TL287 (Km 7) tại địa phận xã Phật Tích huyện Tiên Du.)

Chiều dài: 22,70 km

Hướng tuyến:
- Bắt đầu tại bến đò Như Nguyệt (Sông Cầu) địa phận Tam Giang (Yên Phong)
- Giao ĐT.285B địa phận Tam Giang (Yên Phong)
- Giao    địa phận Chờ (Yên Phong)
- Giao ĐT.286 địa phận Chờ (Yên Phong)
- Giao ĐT.277B địa phận Hương Mạc (Từ Sơn)
- Giao ĐT.295B địa phận Đông Ngàn (Từ Sơn)
- Giao    địa phận Phù Chẩn (Từ Sơn)
- Kết thúc tại đường trục KCN VSIP Từ Sơn

(Dự kiến nối dài đoạn KCN VSIP - Phật Tích - QL.38 - Chi Lăng)
- Giao ĐT.286 địa phận Cảnh Hưng (Tiên Du)
- Giao QL.38 địa phận Tân Chi (Tiên Du)
- Kết thúc tại nút giao với  địa phận Chi Lăng (Quế Võ)

#### Đường tỉnh 278
Số hiệu: ĐT.278 (ĐT.272 cũ)

Điểm đầu/cuối: Nam Sơn - Hạp Lĩnh

Chiều dài: 6,47 km

#### Đường tỉnh 279
Số hiệu: ĐT.279 (ĐT.291 cũ)

Điểm đầu/cuối: Đáp Cầu - Đông Bình

Chiều dài: 22,20 km

Hướng tuyến:
- Bắt đầu tại ĐT.295B - đê Sông Cầu (chân cầu Đáp Cầu) địa phận Đáp Cầu (Bắc Ninh)
- Giao ĐT.278 địa phận Nhân Hòa (Quế Võ)
- Giao ĐT.285B địa phận Bằng An (Quế Võ)
- Giao   địa phận Phố Mới (Quế Võ)
- Giao  địa phận Bồng Lai (Quế Võ)
- Giao ĐT.287 địa phận Bồng Lai (Quế Võ)
- Kết thúc tại đê Sông Đuống

(Dự kiến nối dài đoạn Cầu Chì - Đông Bình)
- Vượt Sông Đuống tại cầu Chì
- Giao ĐT.282B địa phận Xuân Lai (Gia Bình)
- Giao  địa phận Đông Bình (Gia Bình)
- Kết thúc tại ĐT.280 địa phận Quỳnh Phú (Gia Bình)

#### Đường tỉnh 280
Số hiệu: ĐT.280

Điểm đầu/cuối: Cầu Hồ - Cẩm Giàng

Chiều dài: 00,00 km

#### Đường tỉnh 281
Số hiệu: ĐT.281

Điểm đầu/cuối: Xuân Lâm - Kênh Vàng

Chiều dài: 00,00 km

### Cầu
Đã có một số cây cầu bắc qua sông để nối Bắc Ninh với các địa phương khác hoặc các huyện với nhau như:
- Cầu Mai Đình – Đông Xuyên.
- Cầu Thị Cầu.
- Cầu Như Nguyệt.
- Cầu Phả Lại.
- Cầu Bình Than.
- Cầu Hồ.
- Cầu Yên Dũng.
- Cầu Kinh Dương Vương.
- Dự án cầu Hoài Thượng qua sông Đuống thuộc Đường vành đai 4 vùng thủ đô.
- Dự án cầu Kênh Vàng qua sông Thái Bình (Nối huyện Gia Bình - Bắc Ninh với huyện Nam Sách - Hải Dương có tổng chiều dài 13,4 km và tổng mức đầu tư 1.480 tỷ đồng, dự kiến khởi công trong quý III năm 2022).
- Dự án cầu Chì qua sông Đuống (kết nối thị xã Quế Võ và huyện Gia Bình).

### Hệ thống xe buýt
Các tuyến xe buýt nội tỉnh
| Tuyến | Đầu bến                  | Đầu bến | Đầu bến                         | Cự ly   |
| Tuyến | Đầu A                    |         | Đầu B                           | Cự ly   |
| ----- | ------------------------ | ------- | ------------------------------- | ------- |
| BN01  | Bắc Ninh Bến xe Bắc Ninh | ↔       | Lương Tài Bến xe Lương Tài      | 36,4 km |
| BN02  | Bắc Ninh Bến xe Bắc Ninh | ↔       | Phả Lại Chân cầu Phả Lại        | 28,2 km |
| BN03  | Bắc Ninh Bến xe Bắc Ninh | ↔       | Yên Phong Chân cầu Đò Lo        | 17,8 km |
| BN08  | Bắc Ninh Bến xe Bắc Ninh | ↔       | Kênh Vàng Chân cầu Đò           | 48,1 km |
| BN27  | Kênh Vàng Chân cầu Đò    | ↔       | Xuân Lâm Cổng KĐT Khai Sơn      | 36,4 km |
| BN68  | KCN VSIP Thôn Rích Gạo   | ↔       | Chi Lăng Thôn Quế Ổ             | 37,6 km |
| BN86A | Bắc Ninh Bến xe Bắc Ninh | ↔       | Minh Tân Gần trạm bơm Văn Thai  | 42,5 km |
| BN86B | Bắc Ninh Bến xe Bắc Ninh | ↔       | Đại Lai Khu di tích Lệ Chi Viên | 35,8 km |

Các tuyến xe buýt liên tỉnh
| Tuyến | Đầu bến                          | Đầu bến | Đầu bến                                       | Cự ly   |
| Tuyến | Đầu A                            |         | Đầu B                                         | Cự ly   |
| ----- | -------------------------------- | ------- | --------------------------------------------- | ------- |
|       |                                  | ↔       |                                               |         |
| 54    | Long Biên Trung chuyển Long Biên | ↔       | Thành phố Bắc Ninh Trung tâm văn hóa Kinh Bắc | 30,6 km |
| 203   | Giáp Bát Bến xe Giáp Bát         | ↔       | Bắc Giang Bến xe Bắc Giang                    | 61,2 km |
| 204   | Long Biên Trung chuyển Long Biên | ↔       | Thuận Thành Chợ trung tâm Thuận Thành         | 32,2 km |
| 210   | Hiệp Hòa Bến xe Hiệp Hòa         | ↔       | Gia Lâm Bến xe Gia Lâm                        | 43,8 km |
| 212   | Mỹ Đình Bến xe Mỹ Đình           | ↔       | Quế Võ Bến xe Quế Võ                          | 66,7 km |
| 217   | Hải Dương Bến xe Hải Tân         | ↔       | Bắc Ninh Bến xe Bắc Ninh                      | 53,7 km |

### Bến xe
- Bến xe Bắc Ninh
- Bến xe Quế Võ: Loại I
- Bến xe Gia Bình
- Bến xe Lương Tài

#### Quy hoạch
- Bến xe cấp vùng:
  - Bến xe phía Bắc: (Đông Phong, Yên Phong)
  - Bến xe phía Đông: (Châu Phong, Quế Võ)
  - Bến xe phía Nam: (Nghĩa Đạo, Thuận Thành)
- Bến xe cấp Thành phố:
  - Bến xe Thành phố Bắc Ninh (Đại Phúc, Bắc Ninh)
  - Bến xe Tân Hồng: (Tân Hồng, Từ Sơn)

## Đường sắt
- Bắc Ninh có tuyến đường sắt Hà Nội - Đồng Đăng chạy qua.
- Tuyến đường sắt Hà Nội - Bắc Ninh - Hạ Long (Yên Viên - Cái Lân) đang được xây dựng.

## Đường thủy
Bắc Ninh có hệ thống sông:
- Sông Cầu.
- Sông Thái Bình.
- Sông Đuống nối ra Sông Hồng.
- Các sông nhỏ như: Sông Ngũ Huyện Khê, sông Ngụ, sông Dâu, sông Đông Côi, sông Bùi, ngòi Tào Khê (đang được nâng cấp để thoát nước cho thành phố), sông Đồng Khởi, sông Đại Quảng Bình.

### Cảng nội địa
Bắc Ninh có 7 cảng: 
- Cảng Đáp Cầu (Thành phố Bắc Ninh)
- Cảng Á Lữ (Thị xã Thuận Thành)
- Cảng Bến Hồ (Thị xã Thuận Thành)
- Cảng Kênh Vàng (Huyện Lương Tài)
- Cảng Tri Phương (Huyện Tiên Du)
- Cảng cạn ICD Tiên Sơn.
- Cảng cạn Tân cảng Quế Võ (ICD TCQV) - thuộc Tổng công ty Tân cảng Sài Gòn - Quân chủng Hải quân

### Hệ thống sân bay
- Bắc Ninh nằm sát Sân bay Quốc tế Nội Bài ( Cách trung tâm TP.Bắc Ninh: 30 km ).
- Sân bay quốc tế Gia Bình thuộc Bộ Tư lệnh Cảnh sát Cơ động, Bộ Công an là sân bay quân sự thuộc địa phận xã Gia Bình, tỉnh Bắc Ninh.

Sân bay Gia Bình là sân bay trực thăng cấp 3, sân bay quân sự cấp 3, sân bay dân dụng tương đương cấp 4E theo tiêu chuẩn của ICAO. Sân bay này có nhiệm vụ chủ yếu là phục vụ lực lượng Trung đoàn Không quân Công an nhân dân thực hiện nhiệm vụ bay huấn luyện, sẵn sàng chiến đấu trên các loại trực thăng được trang bị; dự bị cho hoạt động bay quân sự và một số hoạt động hàng không dân dụng khác
.